# Ischyrocerus commensalis
Ischyrocerus commensalis är en kräftdjursart som beskrevs av Édouard Chevreux 1900. Ischyrocerus commensalis ingår i släktet Ischyrocerus och familjen Ischyroceridae. Inga underarter finns listade i Catalogue of Life.